# Раменье (сельское поселение Желябовское)
Раменье — деревня в Устюженском районе Вологодской области.
Входит в состав сельского поселения Желябовское, с точки зрения административно-территориального деления — в Сошневский сельсовет.
Расстояние по автодороге до районного центра Устюжны — 5 км, до центра муниципального образования посёлка имени Желябова — 27 км. Ближайшие населённые пункты — Сошнево, Раменье, Аристово.
Население по данным переписи 2002 года — 70 человек (34 мужчины, 36 женщин). Преобладающая национальность — русские (96 %).